# Faculté de médecine de Sfax
La faculté de médecine de Sfax (arabe : كلية الطب بصفاقس) ou FMSf est l'une des plus anciennes institutions relevant de l'université de Sfax.

## Historique
Créée en vertu de la loi no 74-83 du 11 décembre 1974, il s'agit d'un établissement public d'enseignement supérieur et de recherche sous la double tutelle du ministère de l'Enseignement supérieur et de la Recherche scientifique et du ministère de la Santé publique.
Elle est située en plein centre de Sfax, en face des deux hôpitaux universitaires, et couvre un terrain de 12 000 m2 dont 3 500 aménagés en espaces verts. La surface couverte est de 27 000 m2. Au fil des années, elle se dote d'une infrastructure comportant six amphithéâtres d'une capacité de 130 à 350 étudiants, d'une bibliothèque comportant une salle de lecture de 350 places, de douze laboratoires d'enseignement et de recherche, d'une médiathèque, d'une salle d'enseignement d'informatique médicale et d'une salle d'auto-apprentissage. Un réseau Intranet relie les différentes structures de la faculté qui est connectée à Internet par une ligne spécialisée.

## Infrastructure
- Amphithéâtres ;
- Salle des thèses ;
- Salle de réunion ;
- Médiathèque, salle de lecture numérique et unité de production numérique ;
- Bibliothèque avec salle de lecture ;
- Laboratoires.

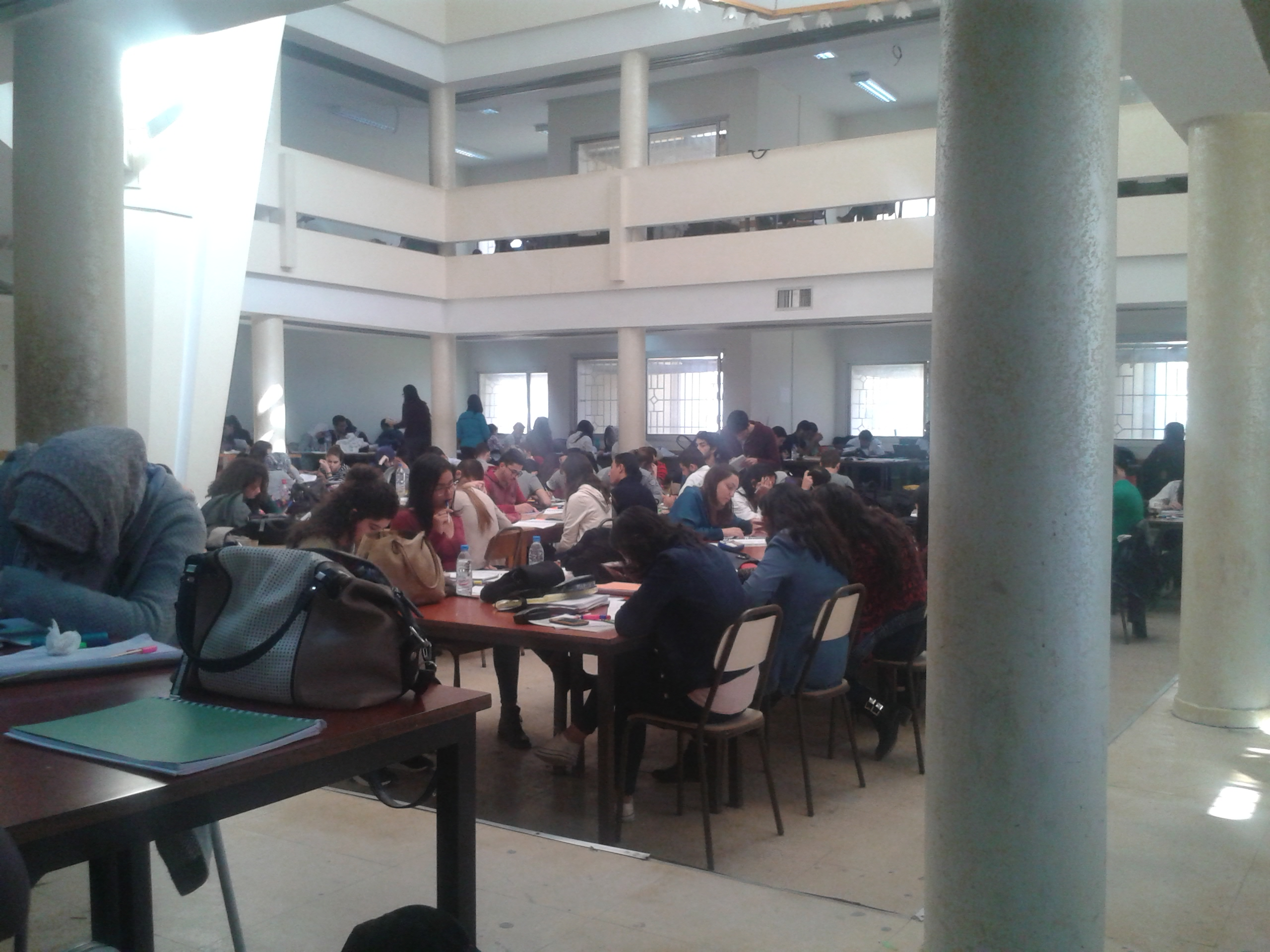
Bibliothèque de la faculté.
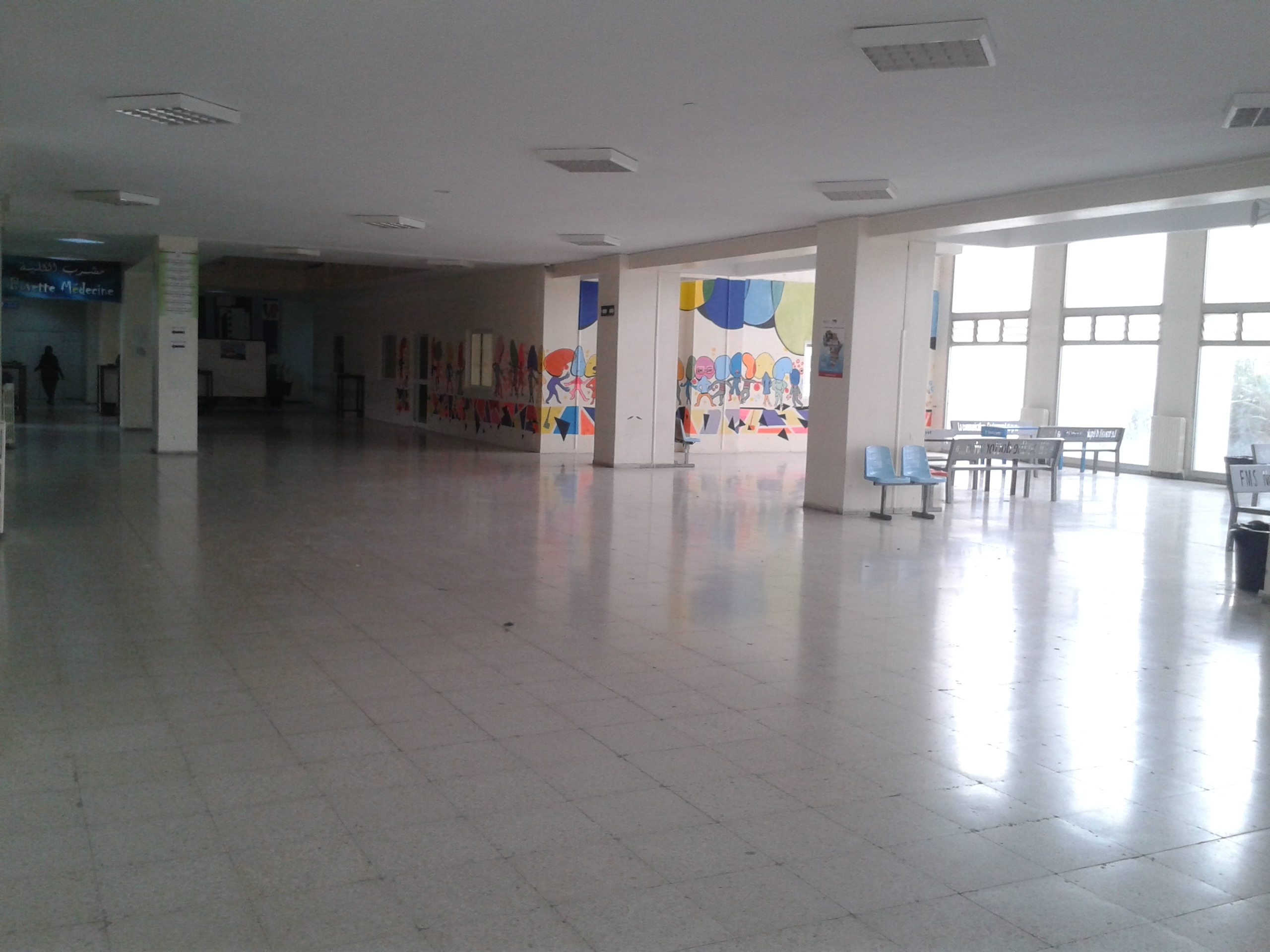
Hall principal de la faculté.
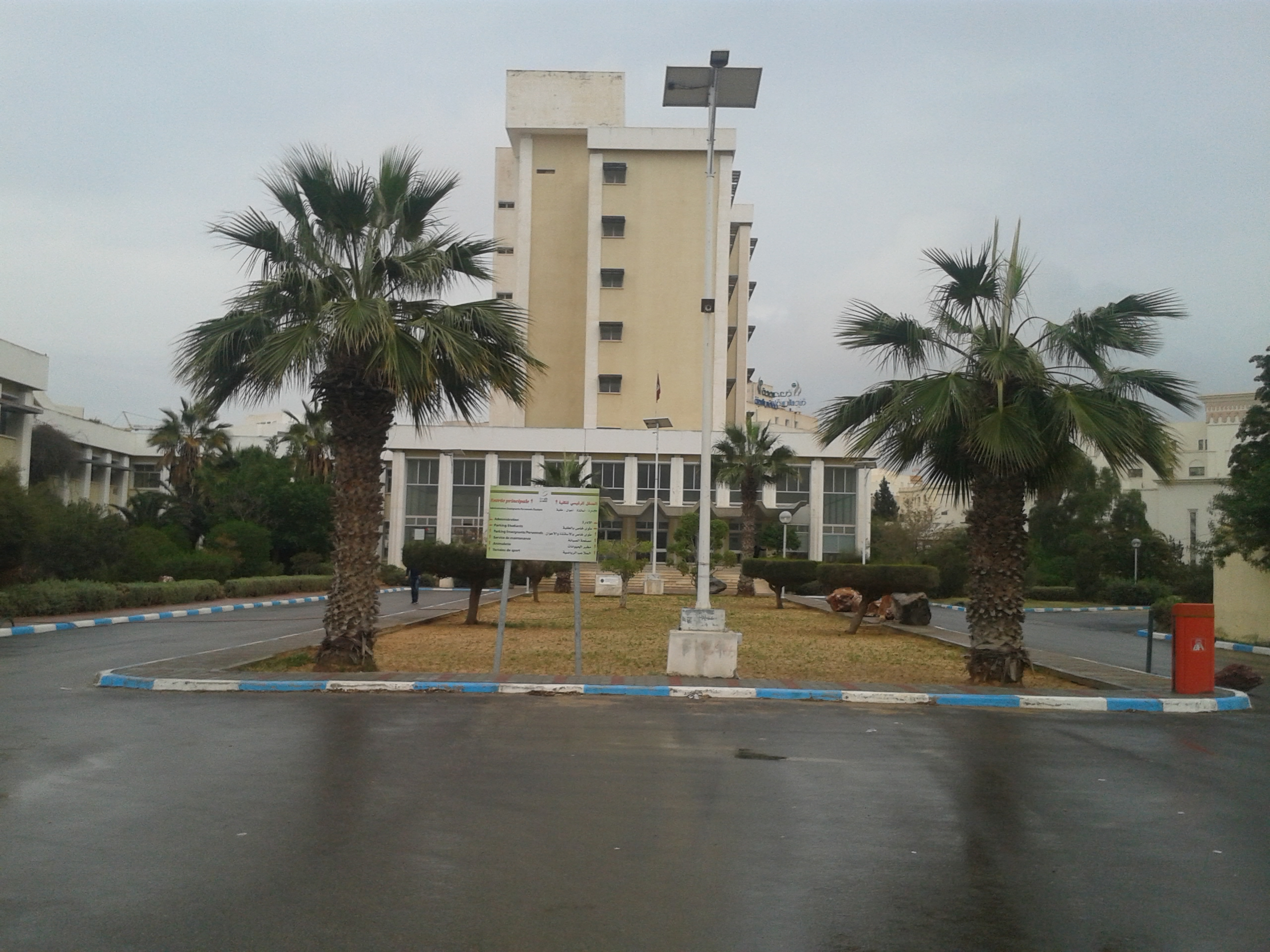
Entrée de la faculté.

## Hôpitaux associés
- Hôpital Hédi-Chaker
- Hôpital Habib-Bourguiba
- Centre régional de transfusion[1]

## Système éducatif
La FMS utilise le système appliqué à partir de l'année universitaire 2014-2015, à la suite de la réforme des études médicales. Ce système comporte cinq ans d'études divisées en deux cycles d'études médicales (PCEM et DCEM) puis l'étudiant peut passer le concours de résidanat et effectuer un an d'internat. Ensuite, il existe deux voies possibles : s'il réussit le concours de résidanat, il devient résident et passe quatre à cinq ans de résidanat selon la spécialité, sinon il effectue deux ans de médecine de famille puis réalise sa thèse et obtient son diplôme.

## Conseil scientifique
Le conseil scientifique de la faculté est composé de 18 membres élus pour un mandat de trois ans : huit directeurs de départements, cinq enseignants représentant le corps A (professeurs et maîtres de conférences agrégés) et cinq enseignants représentant le corps B (maîtres-assistants et assistants). Le doyen est élu pour une période de trois ans, renouvelable une fois, parmi les membres du corps A, qu'il soit directeur de département ou représentant du corps A. Seuls les dix membres représentants des corps A et B peuvent l'élire.
À partir du conseil scientifique sont créés treize comités dont le rôle est d'étudier les questions relatives à leurs attributions et de présenter leurs propositions à l'approbation du conseil. Ces comités sont formés de plusieurs membres qui peuvent ne pas appartenir au conseil.

## Club et associations
- Academos ;
- Associa-Med Sfax : association fondée en octobre 2011, bureau régional de l'Association tunisienne des stagiaires internes et des étudiants en médecine (Associa-Med, membre de la Fédération internationale des associations d'étudiants en médecine)[2] ;
- Association des étudiants étrangers de la FMS ;
- Club Futur médecin ;
- Club Hannibal ;
- Club Infomed (club d'informatique) ;
- Club Medlife ;
- Club Reformers ;
- Club Tanit.

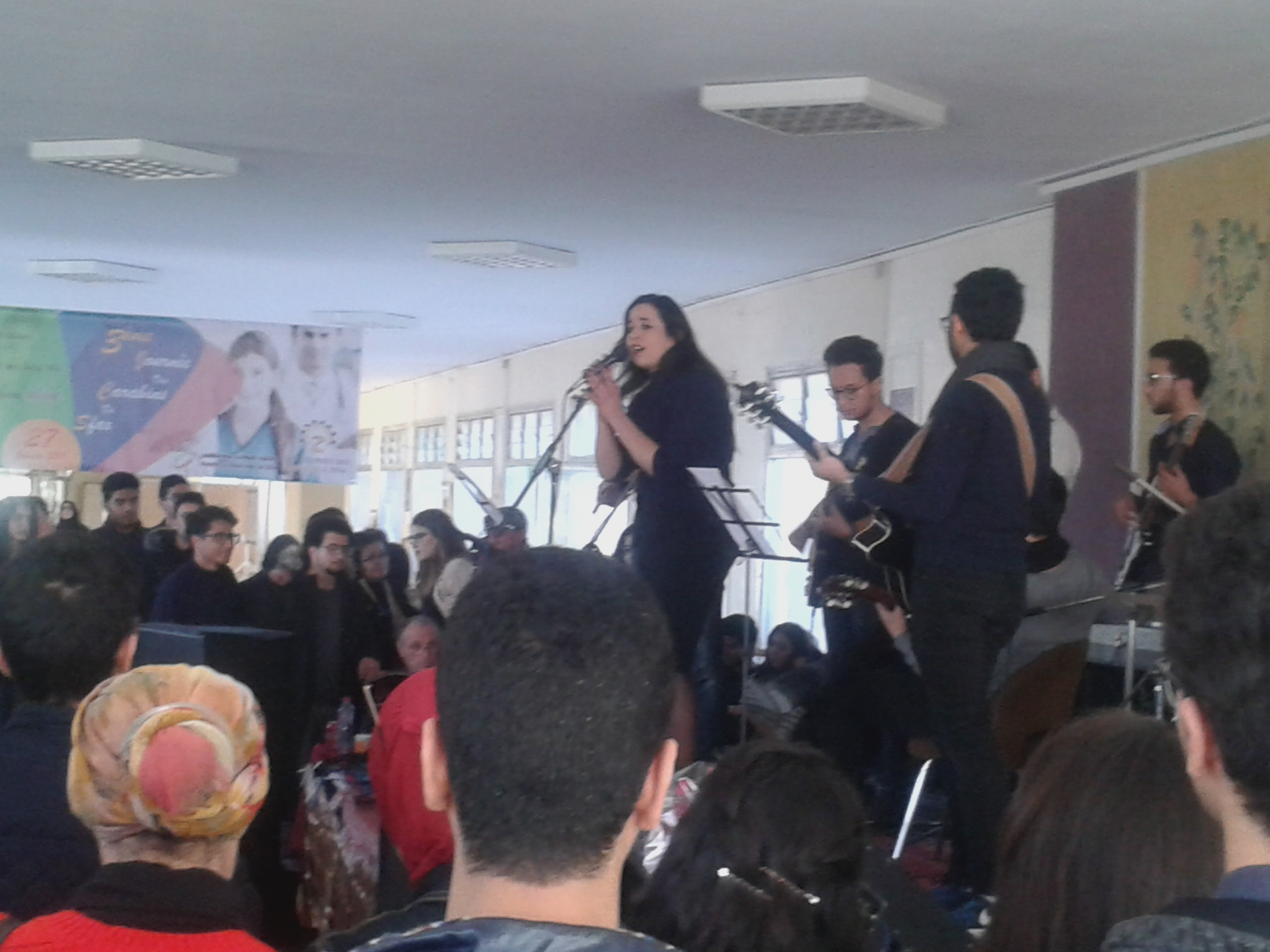
Concert organisé par les étudiants au sein de la faculté.
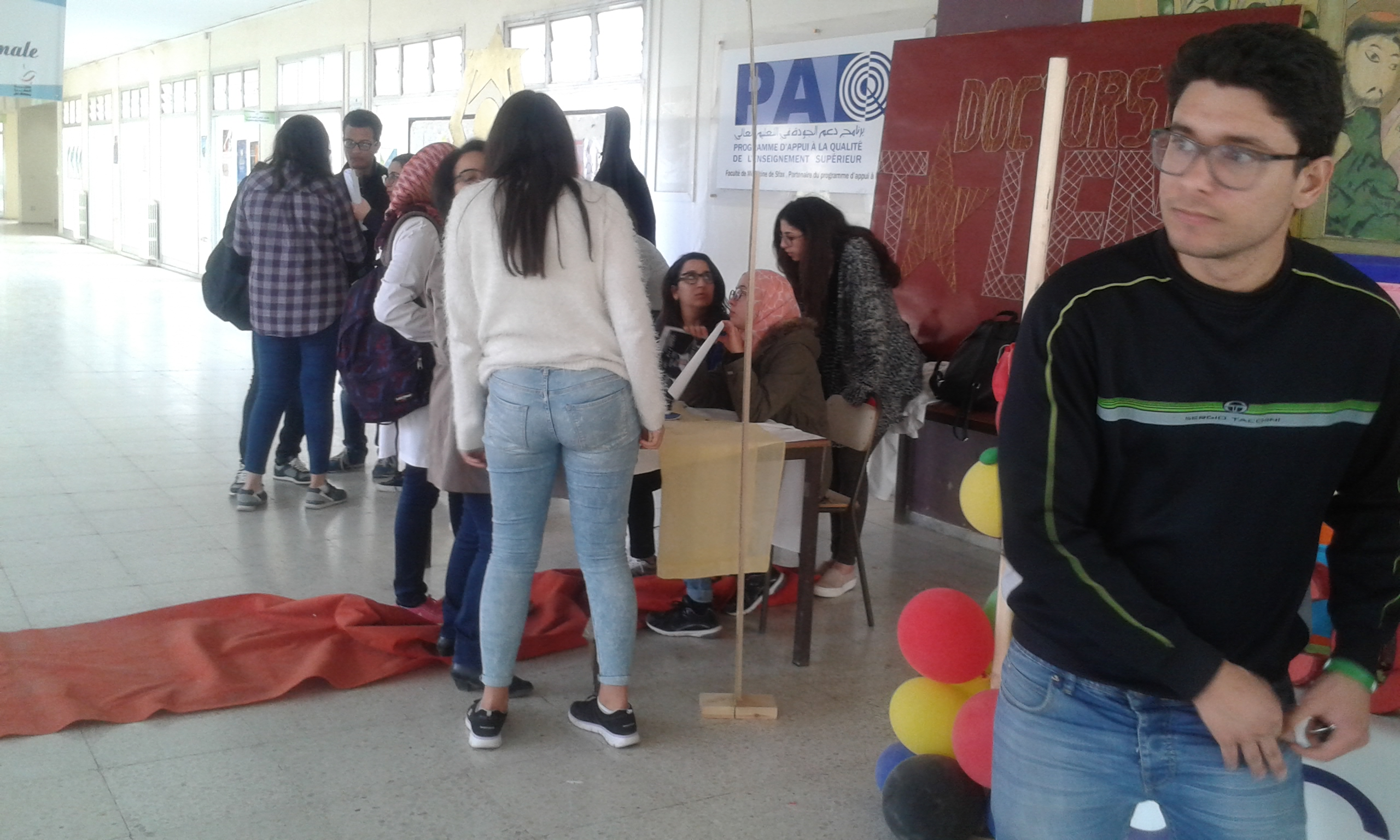
Stand Associa-Med Sfax.